# Island Ring Road
La Island Ring Road est la principale route de Nauru, un petit État insulaire d'Océanie.

## Caractéristiques
La route, entièrement asphaltée, mesure 17 kilomètres de longueur. Elle peut être parcourue en une trentaine de minutes.
Une particularité de cette route est d'être traversée occasionnellement par l'avion qui dessert l'île, la piste de l'aéroport international de Nauru étant séparée de l'aérogare par la route.

## Parcours
La route traverse l'ensemble des districts de Nauru à l'exception de celui de Buada enclavé à l'intérieur de l'île. Faisant le tour de l'île en restant sur la plaine côtière et en longeant le littoral, elle constitue la principale voie de communication du pays puisqu'elle relie entre eux la quasi-totalité des infrastructures et des habitants.
Elle dessert ainsi l'aéroport international de Nauru, le complexe minéralier, les stades Denig Stadium et Linkbelt Oval, le port d'Aiwo, la centrale électrique, l'hôtel OD-N-Aiwo, l'église, le quartier chinois, les deux hôpitaux, la station météorologique, les bâtiments administratifs comme le Parlement, le bâtiment du Gouvernement ou encore le Conseil de gouvernement local, le collège Kayser, les lagunes d'Anabar, le puits Moqua, la baie d'Anibare et son port, l'hôtel Menen, la prison, l'imprimerie nationale et le centre de télécommunications.
Dans le district d'Aiwo, la Island Ring Road est connectée à une route qui part à l'intérieur de l'île et qui mène à la lagune Buada ainsi qu'au secteur de l'exploitation du minerai phosphaté.

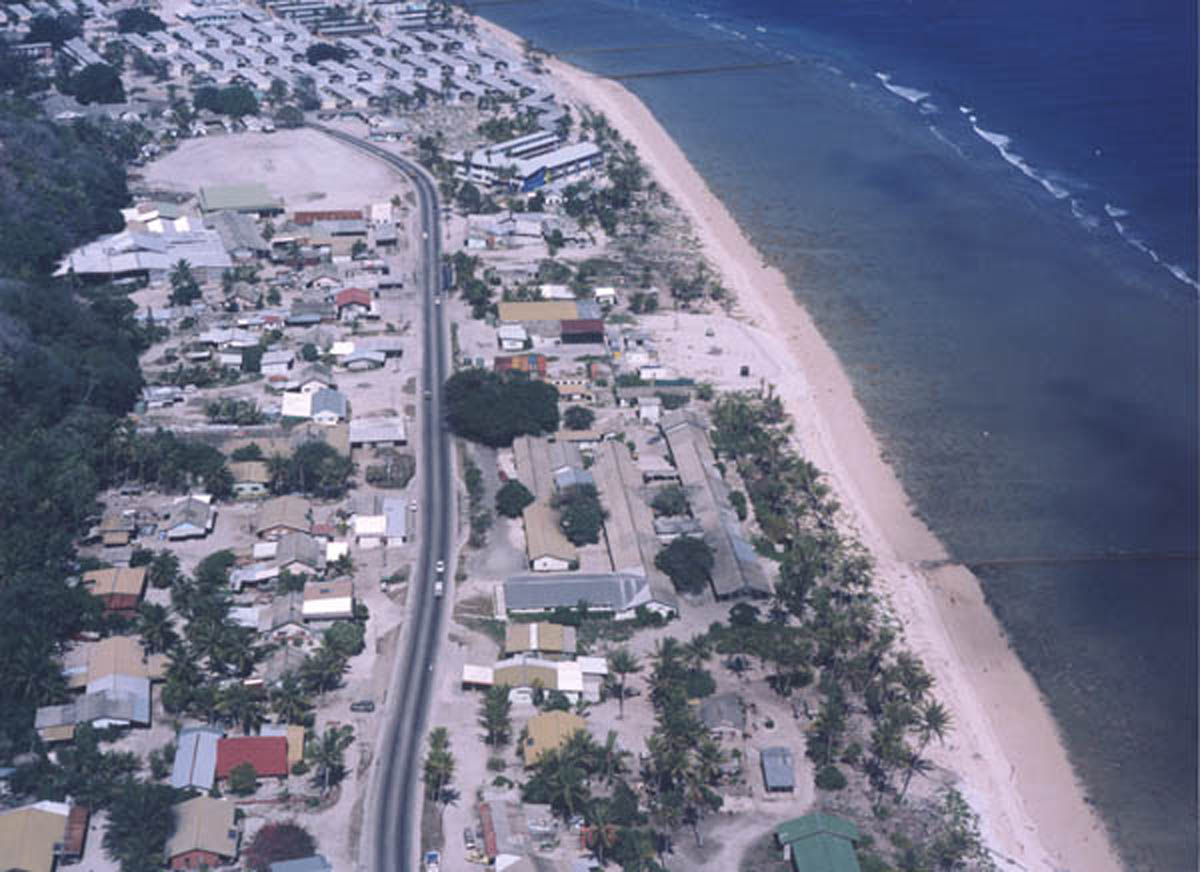
Vue aérienne de la plaine côtière au niveau des districts de Denigomodu et Nibok avec la Island Ring Road au centre.

## Histoire

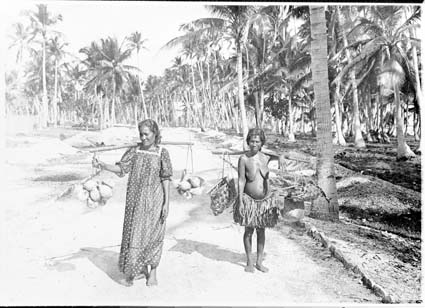
Deux Nauruanes sur la Island Ring Road en 1916.

La route est probablement tracée à la fin du XIXe siècle avec la colonisation de Nauru et l'établissement des premiers Allemands sur l'île. La Jaluit Gesellschaft, une firme allemande qui finance la colonisation en échange de privilèges commerciaux, construit ainsi la route en même temps que se développent les autres infrastructures liées à l'exploitation de la roche phosphatée sur le plateau.
Dans les années 1970, à la suite de l'essor économique qui suit l'indépendance du pays, la route est rénovée et son tracé légèrement modifié à l'occasion de l'agrandissement de la piste de l'aéroport vers le sud sur le récif corallien.